# Ciolkovskij
Ciolkovskij è una cittadina della Russia estremo-orientale, situata nella oblast' dell'Amur.
Sorge nella parte centrale della oblast', sul fiume Bol'šaja Përa (affluente della Zeja), circa 180 chilometri a nord di Blagoveščensk.
Ciolkovskij è una delle cosiddette città chiuse, destinata al servizio di un'importante base missilistica nelle vicinanze. Сhiamata dal 1969 al 1994 con il nome di Svobodnyj-18 e successivamente con quello di Uglegorsk, è stata intitolata nel 2015 allo scienziato Konstantin Ėduardovič Ciolkovskij.